# Antonio Gomar y Gomar

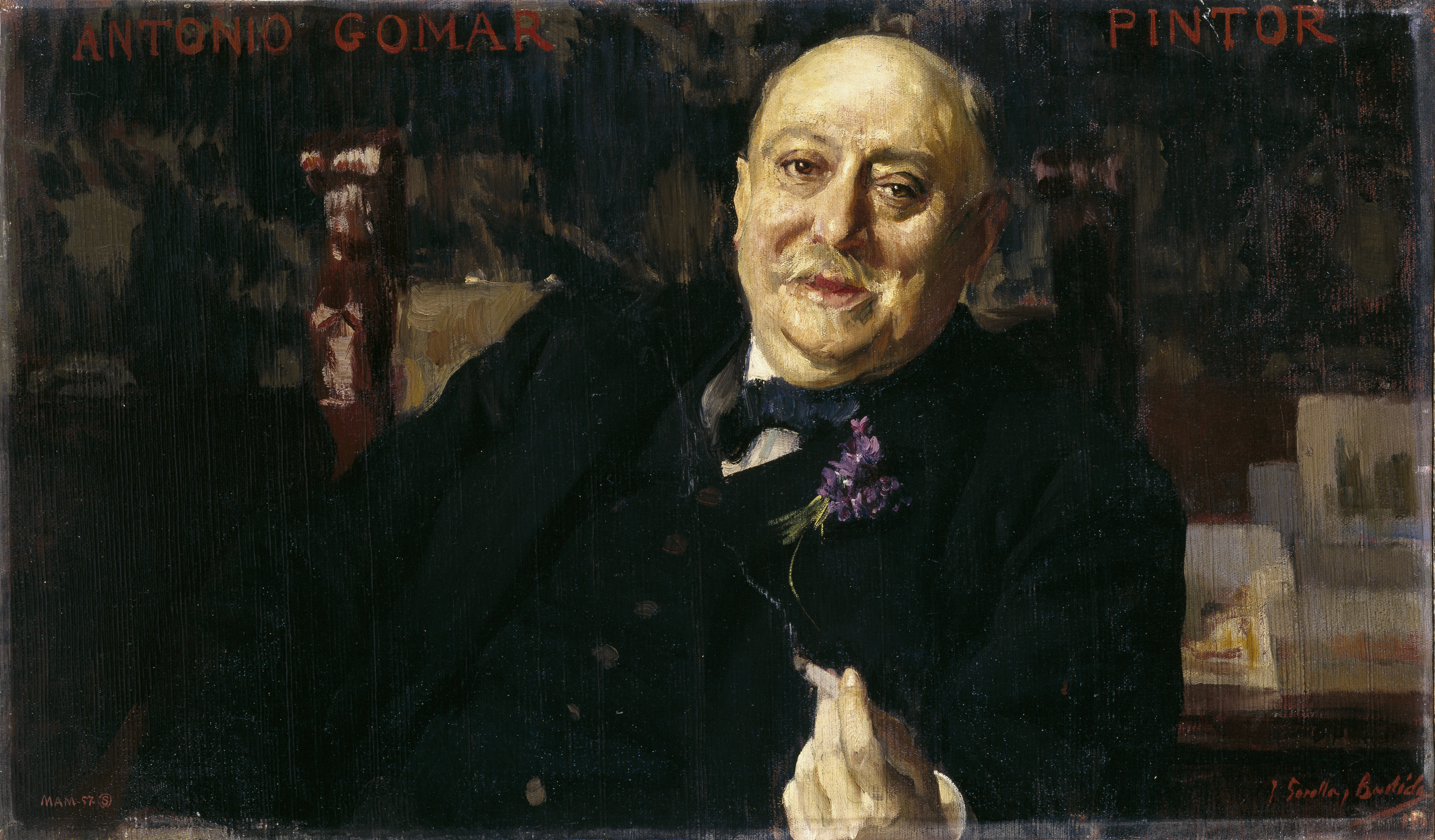
Joaquín Sorolla y Bastida: Porträt des Malers Antonio Gomar y Gomar

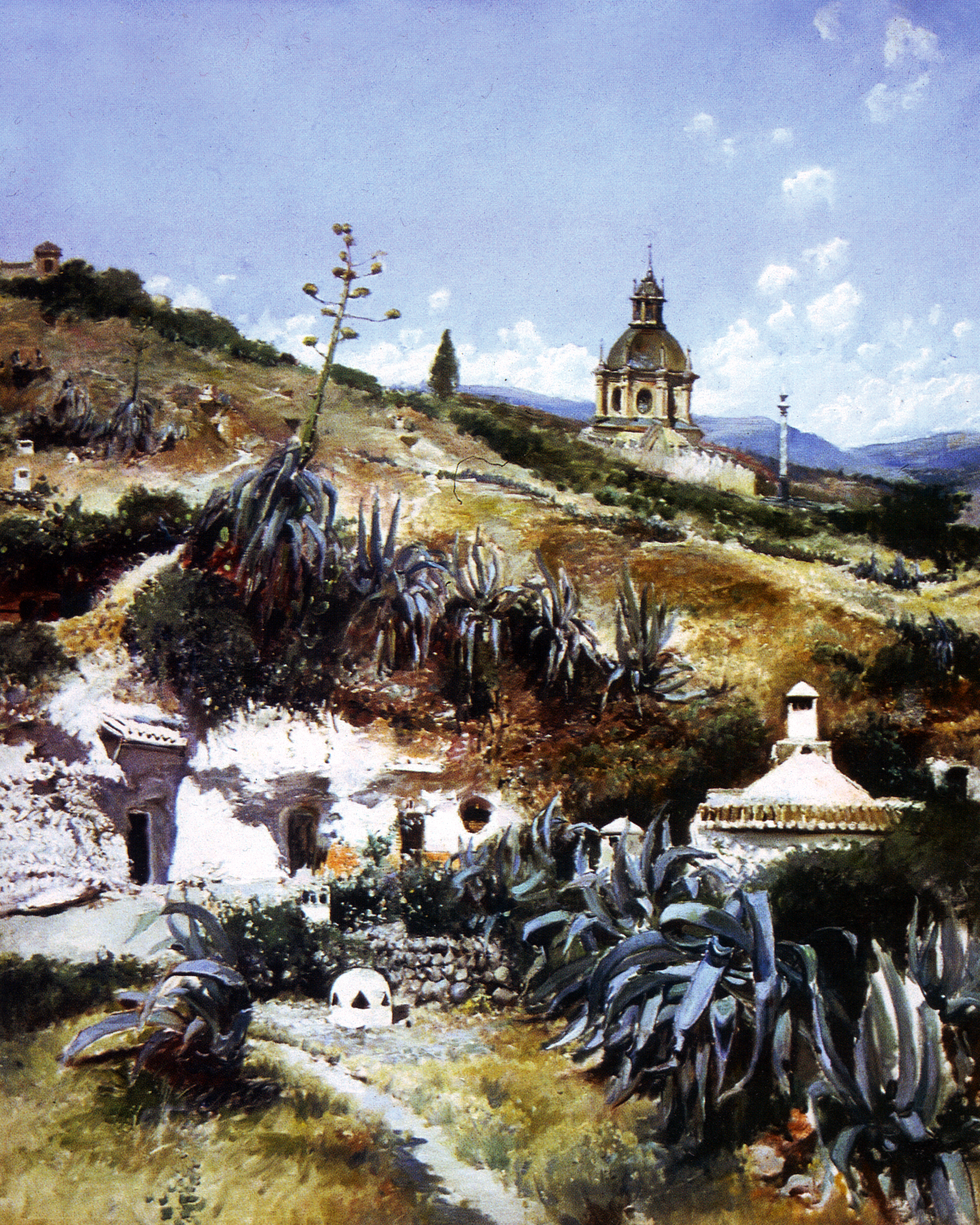
Antonio Gomar y Gomar:Abtei von Sacromonte

Antonio Gomar y Gomar (* 26. März 1853 in Benigánim, Provinz Valencia; † 21. Juni 1911 in Madrid) war ein spanischer Maler.
Gomar absolvierte die Kunstakademie in Valencia als Schüler von Rafael Montesinos. Ab 1871 nahm er an den nationalen Kunstausstellungen der Madrider Kunstakademie teil, ab 1872 auch an jenen in Valencia. Gomar widmete sich vorrangig der Landschaftsmalerei, wobei er gerne ungewöhnliche Motive und Blickpunkte suchte. Er ist im Museo del Prado vertreten.